# Ark II
Ark II est une série télévisée américaine de science-fiction en quinze épisodes de 23 minutes produite par Filmation et diffusée du 11 septembre 1976 au 18 décembre 1976 sur le réseau CBS.
Cette série est inédite dans tous les pays francophones.

## Synopsis
Au XXVe siècle, la Terre est ravagée par la pollution. Un groupe de jeunes scientifiques menés par Jonah, tente de redonner espoir aux populations autochtones. À bord d'un véhicule doté des dernières technologies ainsi que d'un laboratoire, ils parcourent les territoires hostiles en rencontrant les survivants.

## Fiche technique
- Créateur : Martin Roth
- Producteur : Richard M. Rosenbloom
- Producteurs exécutifs : Lou Scheimer et Norm Prescott
- Supervision de l'écriture : Robert Specht
- Supervision des histoires : Wendy Atterbury, Jill Murphy et Karen Hale Wookey
- Musique : Ray Ellis et Norm Prescott
- Directeur de la photographie : Robert F. Sparks
- Montage : Jim Gross, Marshall Neilan Jr et Bill Moore
- Distribution : Fran Bascom
- Création des décors : Michael Baugh
- Effets spéciaux de maquillage : John Norin
- Création des costumes : Thalia Phillips
- Compagnie de production : Filmation Associates
- Compagnie de distribution : Columbia Broadcasting System
- Langage : Anglais Mono
- Image : Couleurs
- Durée : 25 minutes
- Ratio : 1.33:1 plein écran
- Format : 35 mm

 Sauf indication contraire, les informations mentionnées dans cette section peuvent être confirmées par la base de données cinématographiques IMDb,  présente dans la section « Liens externes ».

## Distribution
- Terry Lester (en) : Jonah
- Jean Marie Hon : Ruth
- José Flores : Samuel
- Le singe Adam : lui-même

## Épisodes
1. Les Mouches (The Flies)
2. Les Esclaves (The Slaves)
3. L'Enfant sauvage (The Wild Boy)
4. Le Robot (The Robot)
5. Omega (Omega)
6. Le Tank (The Tank)
7. L'Homme congelé (The Cryogenic Man)
8. La Règle (The Rule)
9. Robin des bois (Robin Hood)
10. La Sécheresse (The Drought)
11. La Loterie (The Lottery)
12. Les Télépathes (The Mind Group)
13. Le Ballon (The Balloon)
14. Don Quichotte (Merlin, Don Quixote)
15. Orkus (Orkus)

## DVD
- États-Unis Zone 1 :

L'intégralité de la série est sortie en Zone 1 en coffret 4 DVD chez BCI le 7 novembre 2006 en version originale non sous-titrée bénéficiant de nombreux suppléments (Making of, commentaires audio, galerie de photos, concepts décors, bonus DVDROM ainsi qu'un livret collector. Ce coffret est depuis épuisé.
- Espagne Zone 2 :

L'intégralité de la série est sortie en Zone 2 en coffret 4 DVD chez Savor Ediciones S.A. le 20 mai 2009 en audio espagnol uniquement sans sous-titres et sans suppléments. (ASIN B0053CAJ10)